# تشکل ملی (سوریه)
تشکل ملی (به عربی: الکتلة الوطنیة، به فرانوسی: Bloc national) یک حزب سیاسی سوری است که در میدان سیاست سوریه نقش بارزی داشته‌است. خصوصاً مبارزه با قیمومیت فرانسه بر سوریه در بین سال‌های (۱۹۲۰–۱۹۴۶) و در زمان جمهوری اول سوریه (۱۹۳۲–۱۹۶۳) به عنوان قوی‌ترین حزب سیاسی توصیف شده‌است. و تعداد زیادی از رهبران سیاسی سوریه خلال جمهوری اول سوریه به آن ملحق شده‌اند.